# 安穏寺 (世田谷区)
安穏寺（あんのんじ）は、東京都世田谷区にある真言宗智山派の寺院。

## 概要

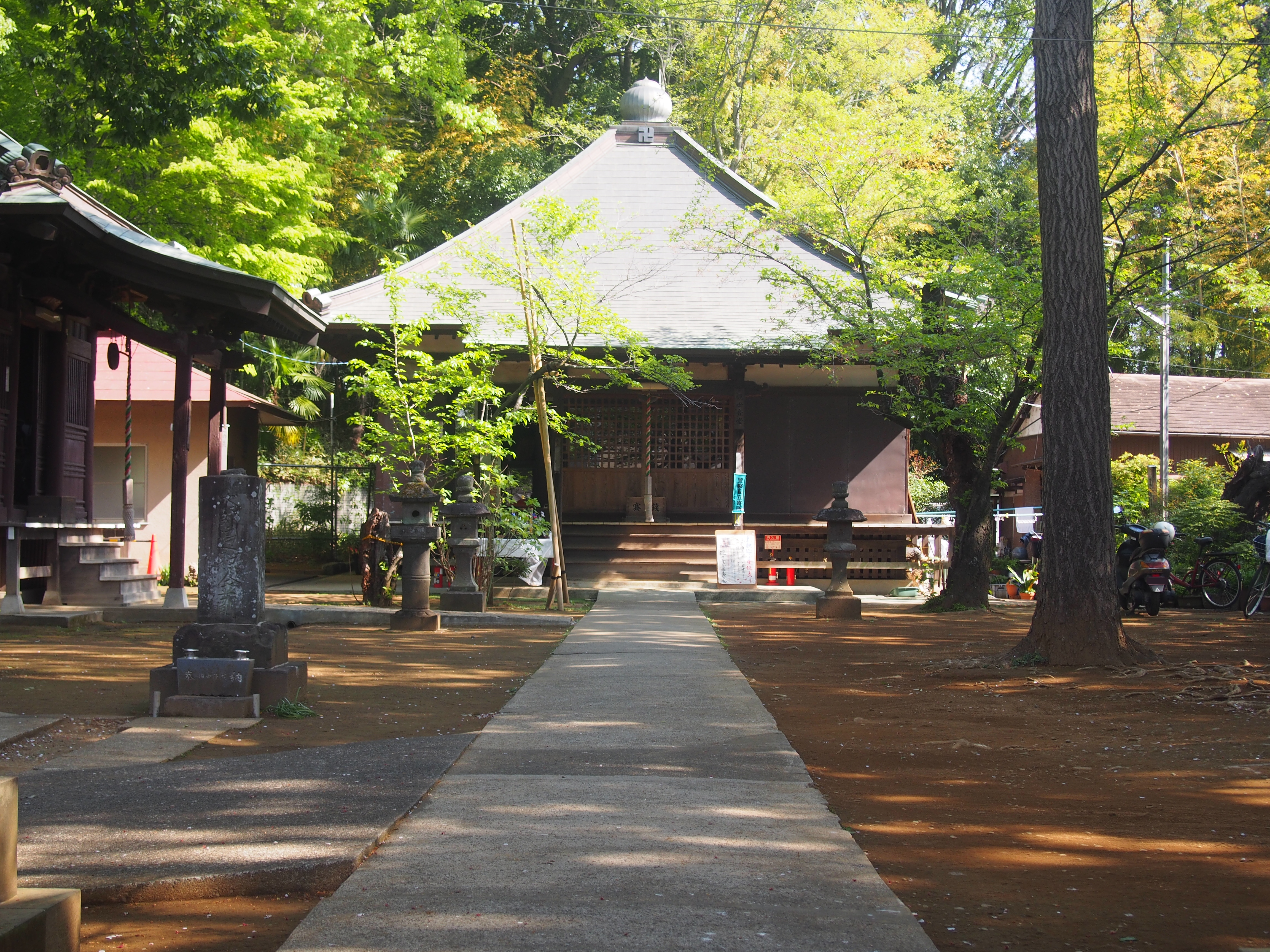
祖師谷観世音堂。安穏寺が設立に大きく関わった。

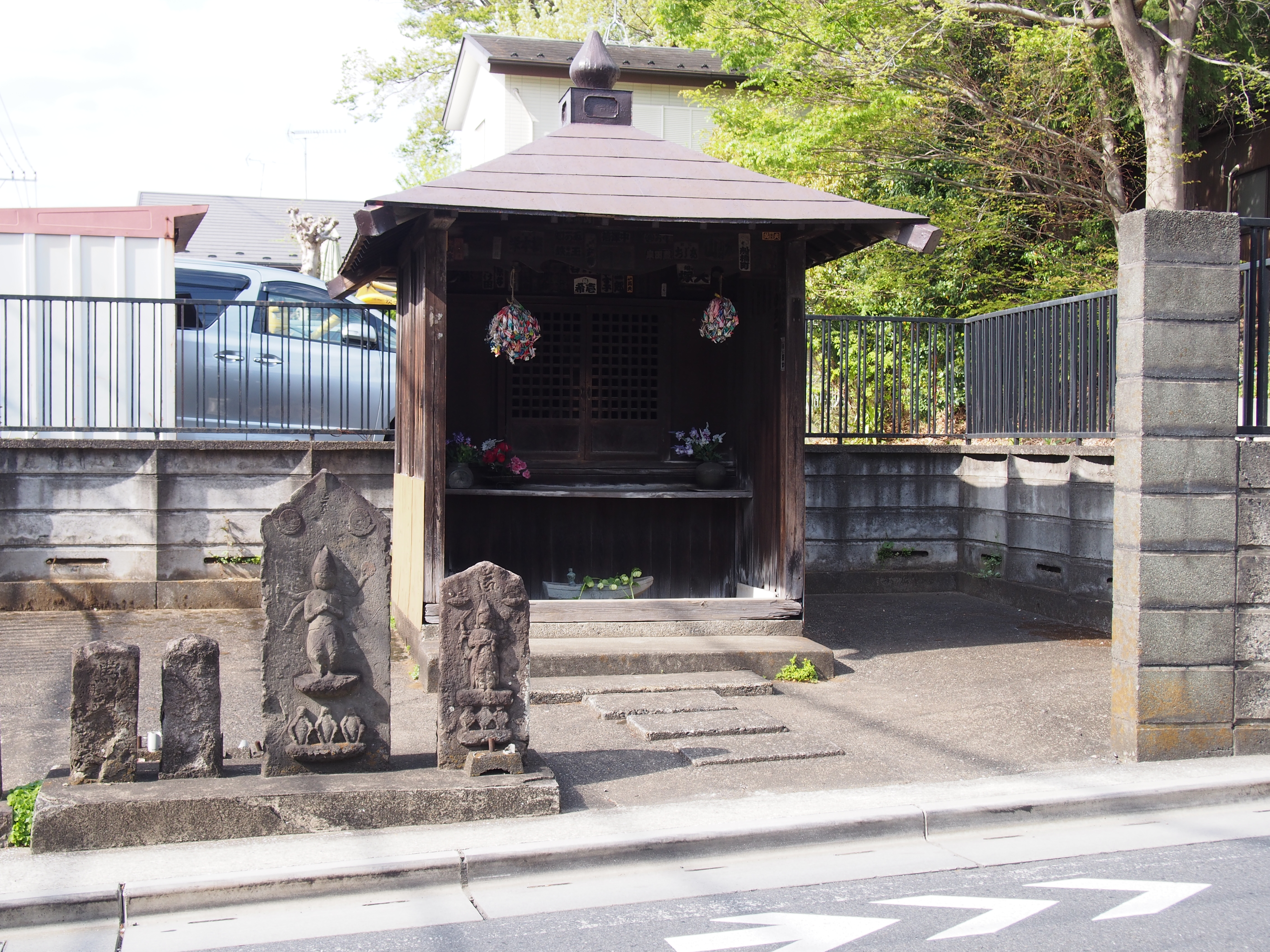
境外仏堂・岩船地蔵尊

元禄年間（1688年～1704年）、吉岡九郎左衛門の開基である。その後寛政年間（1789年～1801年）に等々力の満願寺の権大僧都元光が中興している。
境外にある地蔵堂には、「岩船地蔵尊」と呼ばれる地蔵菩薩像が安置されている。

## 交通アクセス
- 京王線千歳烏山駅より徒歩16分。
- 千歳烏山駅・千歳船橋駅・成城学園前駅よりバス「榎」下車